# منطقة ستي
منطقة ستي (بالصومالية: Gobolga Sitti)‏ والمعروفة سابقًا باسم شينيلى، هي منطقة في الإقليم الصومالي بإثيوبيا.
تقع في الشمال الغربي في المنطقة الصومالية  وتمتد عبر السافانا شمال جبال الأحمر، ويحدها من الجنوب دير داوا ومنطقة أوروميا، ومن الغرب منطقة عفر، ومن الشمال جيبوتي، ومن الشمال شرقا صوماليلاند، ومن الجنوب الشرقي منطقة فافان. تشمل البلدات والمدن الأخرى في هذه المنطقة عائشة، وشينيل، وديويلي، وهاريوا، وهادجالا، وغوتا، وأيدورا، وميلو، وإرير، ومولو، وهورسو، وبايك، وأسبولي، وأفديم

## التركيبة السكانية
المجموعات العرقية في منطقة سيتي
حسب التعداد الإثيوبي 2014-2017 546,168 نسمة.
استناداً إلى تعداد عام 2007 الذي أجرته وكالة الإحصاء المركزية في إثيوبيا، يبلغ إجمالي عدد سكان هذه المنطقة 457.086 نسمة، منهم 246.302 رجلاً و210.784 امرأة. في حين أن 64,263 أو 14.06% هم من سكان المناطق الحضرية، هناك 203,285 أو 44.47% من الرعاة. أكبر مجموعتين عرقيتين تم الإبلاغ عنهما في سيتي هما الصوماليون 97.03٪ والأمهرة 1.42٪ تشكل جميع المجموعات العرقية الأخرى 1.55٪ من السكان. يتم التحدث باللغة الصومالية كلغة أولى بنسبة 96.91%، والأمهرية بنسبة 1.36%، والأورومو بنسبة 1.34%؛ أما نسبة 0.39% المتبقية فقد تحدثت بجميع اللغات الأساسية الأخرى المذكورة. 98.35% من السكان قالوا أنهم مسلمون. أفاد التعداد الوطني لعام 1994 أن إجمالي عدد سكان هذه المنطقة يبلغ 205.180 نسمة، منهم 121.094 رجلاً و84.086 امرأة؛ 14.88% من سكانها هم من سكان الحضر. أكبر مجموعة عرقية تم الإبلاغ عنها في شينيل كانت الصومالية (95٪)؛ وتحدثت نسبة مماثلة الصومالية (95٪). فقط 12,085 أو 3.4% كانوا يعرفون القراءة والكتابة.
وفقا لمذكرة البنك الدولي الصادرة في 24 مايو 2004، لا يحصل أي من سكان سيتي على الكهرباء، وتبلغ كثافة الطرق في هذه المنطقة 17.3 كيلومتر لكل 1000 كيلومتر مربع، وتمتلك الأسرة الريفية المتوسطة 1.2 هكتار من الأراضي (مقارنة بالمساحة الوطنية) بمتوسط 1.01 هكتار من الأراضي ومتوسط 2.25 للمناطق الرعوية.وما يعادل 1.4 رأس من الماشية. أعطت المذكرة هذه المنطقة تصنيفًا لخطر الجفاف قدره 387.
منطقة ستي هي إحدى المناطق الإدارية الإقليمية في الإقليم الصومالي. غالبية سكان المنطقة هم من الرعاة من عشيرة عيسى الفرعية من الدير الذين يشكلون عشيرة الأغلبية في المنطقة. بالإضافة إلى ذلك، هناك عدد كبير من السكان الزراعيين والرعويين في المنطقة بشكل حصري.تقريبًا من عشائر جرجورا وغدابورسي التابعة لقبيلة الدير، وكلاهما يمثلان غالبية سكان مقاطعتي إيرير وديمبل على التوالي، ومن عشائر جوجوندهابي. وكارانلي هوية الذين يسكنون منطقة ميسو. ينص تقييم التغذية في المناطق الزراعية والرعوية في مقاطعات شينيل ودامبال وإرير في المنطقة الصومالية 2004 على التركيبة السكانية لمنطقة سيتي.
ينص تقييم التغذية في المناطق الزراعية والرعوية في مقاطعات شينيل ودامبال وإرير في المنطقة الصومالية 2004 على التركيبة السكانية لمنطقة سيتي.
يتكون السكان في هذه المناطق من مجموعات صومالية مختلفة. تعتبر قبيلة عيسى، ومعظمهم من الرعاة، العشيرة المهيمنة في منطقة شينيل. قبائل غرغورا وغدابورسي وهوية هي في الأساس قبائل زراعية رعوية ويسكنون مناطق إيرير ودامبال وميسو على التوالي.